# Rodolphe Ier du Palatinat
Pour les articles homonymes, voir Rodolphe Ier.
 (mars 2020).
Si vous disposez d'ouvrages ou d'articles de référence ou si vous connaissez des sites web de qualité traitant du thème abordé ici, merci de compléter l'article en donnant les références utiles à sa vérifiabilité et en les liant à la section « Notes et références ».
Rodolphe Ier du Palatinat, dit « le Bègue », (en allemand : der Stammler), né à Bâle le 4 octobre 1274 et mort le 12 août 1319, est prince de la maison de Wittelsbach, fils du duc Louis II de Bavière et de Mathilde de Habsbourg. Il fut duc de Bavière régnant sur la Haute-Bavière et comte palatin du Rhin de 1294 jusqu'à son abdication survenue en 1317. Il est l'ancêtre de la branche palatine de la dynastie.

## Biographie
Rodolphe est né à Bâle, fils de Louis II (1229-1294), duc de Bavière et comte palatin du Rhin depuis 1253, et de sa troisième épouse Mathilde (1251/1253-1304), fille de Rodolphe de Habsbourg, roi des Romains. Depuis la partition des territoires des Wittelsbach en 1255, son père régnait sur le Palatinat du Rhin et la Haute-Bavière ; avec résidence au château d'Alter Hof à Munich et au château de Heidelberg, tandis que son frère cadet, le duc Henri XIII, régnait sur les terres de Basse-Bavière.
En tant que fils aîné survivant, Rudolf succède à son père comme duc de Haute-Bavière à sa mort, le 2 février 1294. En septembre, il épouse Mathilde (1280-1323), fille du comte Adolphe de Nassau qui avait été élu roi des Romains en 1292, poursuivant ainsi la politique matrimoniale de son père. Cependant, le roi Adolphe déçoit les attentes des princes et en 1298, il est déclaré déchu en faveur du fils et héritier du roi Rodolphe défunt, Albert de Habsbourg, duc d'Autriche. Lors de la bataille de Göllheim, le 2 juillet, Rodolphe, avec son neveu Othon III de Bavière, soutient son beau-père Adolphe de Nassau contre son oncle maternel Albert d'Autriche. Le duc de Habsbourg gagne la bataille, tandis que le roi Adolphe est tué au combat.
Albert est élu roi le 27 juillet 1298 et Rodolphe rejoint alors le parti des Habsbourg. Cependant, la forte politique dynastique du nouveau monarque provoque une résurgence des conflits dynastiques chez les Wittelsbach. Le roi Albert fait pression sur Rodolphe pour qu'il accepte son ambitieux frère cadet Louis IV, le futur empereur du Saint-Empire, comme co-régent. Il brise la résistance de Rodolphe en assiégeant sa résidence de Heidelberg en 1301.
Après l'assassinat d'Albert en 1308, Rodolphe et Louis IV espèrent tous deux lui succéder. Néanmoins, les princes rassemblés autour du puissant archevêque de Mayence, Pierre d'Aspelt, arrangent la candidature du comte Henri VII de Luxembourg. Lors de l'élection du 27 novembre, Rodolphe vote pour Henri. En 1310, il accompagne le nouveau roi dans sa campagne en Italie. Cependant, il doit mettre fin à sa participation lorsqu'à la mort du duc Étienne Ier de Bavière, de nouvelles disputes autour de la partition des terres des Wittelsbach et de la dignité électorale entre Rodolphe et Louis IV culminent en une guerre civile.
Finalement, le 21 juin 1313, la paix entre les frères est conclue à Munich : alors que Rodolphe conserve le Palatinat, le traité donne à Louis l'occasion d'assurer son élection comme roi à la mort d'Henri VII de Luxembourg, le 24 août. Au grand dam de son frère, Louis réussit à vaincre son rival Habsbourg, Frédéric le Bel à la bataille de Gammelsdorf le 9 novembre. Après la renonciation du fils d'Henri, le roi Jean de Bohème, il est finalement élu roi des Romains à Francfort le 20 octobre 1314 - contre le vote de son frère envieux Rodolphe, qui soutient Frédéric de Habsbourg.
Dans la querelle de trône qui s'ensuivit avec les Habsbourg, Rodolphe est attaqué par son frère tant en Bavière que dans le Palatinat. Mis sur la défensive, Rodolphe accepte en 1317 d'abdiquer en faveur de Louis IV, jusqu'à ce que le conflit avec les Habsbourg soit terminé. Selon l'historien de la Renaissance Johannes Aventinus (1477-1534), Rodolphe part pour l'Anglia (possiblement la partie anglaise du Nord de la France), où il mourra deux ans plus tard. Il recevra par la suite l'épithète de « Bègue » en raison de ses nombreux combats désespérés contre son puissant jeune frère.
Louis IV, couronné empereur en 1328, par le traité de Pavie de 1329, accorde le Palatinat aux fils de son frère Rodolphe, à savoir Robert Ier, Rodolphe II et à l'héritier d'Adolphe Ier, Robert II. Ainsi, Rodolphe Ier et son petit-fils Robert II sont-ils devenus les ancêtres de la lignée aînée (palatine) de la dynastie des Wittelsbach, qui reviendra au pouvoir en Bavière en 1777 après l'extinction de la lignée cadette (bavaroise), les descendants de Louis IV.

## Mariage et descendance
Rodolphe Ier du Palatinat avait épousé à Nuremberg en 1294 Mathilde de Nassau (en) (1280-1323), fille d'Adolphe de Nassau.
Six enfants sont issus de cette union :
- Louis de Bavière (1297 † avant le 5 avril 1311) ;
- Adolphe Ier du Palatinat ;
- Rodolphe II du Palatinat (1306 † 1353) ;
- Robert de Bavière (1309 † 1390), comte palatin du Haut Palatinat de 1353 à 1390 ;
- Mathilde de Bavière (1312 † 25 novembre 1375), qui épouse en 1330 le comte Jean III de Sponheim (en)
- Anne de Bavière (1318 † 1319).